# Afrikaanse goudkat
De Afrikaanse goudkat (Caracal auratus) is een middelgrote wilde katachtige. De soort komt voor in de tropische regenwouden van Afrika. Soms wordt hij als de enige soort binnen het geslacht Profelis beschouwd. De Afrikaanse goudkat wordt tegenwoordig echter vaak tot hetzelfde geslacht gerekend als diens nauwste verwant, de caracal.

## Beschrijving
De Afrikaanse goudkat kan tussen de 61 en de 101,5 centimeter lang worden, met een 16 tot 46 centimeter lange staart. De schouderhoogte bedraagt 38 tot 50 centimeter en het lichaamsgewicht bevindt zich tussen de 5,5 en de 18 kilogram. De meeste dieren hebben een roodachtige vacht, maar het kan per individu verschillen van geel tot rookgrijs. In gevangenschap is waargenomen dat de vachtkleur binnen individuen kan veranderen van grijs naar rood en andersom, waarschijnlijk gebeurt dit ook in het wild. De grootte en de vachtkleur verschilt per individu en lijkt niet populatie- of geslachtsgebonden te zijn, alhoewel katers over het algemeen groter worden dan poezen.
Bij alle goudkatten is de achterzijde van de oren zwart en de buik en de binnenzijde van de ledematen gevlekt. De dieren in Oost-Afrika en Senegal zijn voor de rest ongevlekt, terwijl de goudkatten die voorkomen van Sierra Leone tot Ghana verspreid over het lichaam vlekken hebben. In Centraal-Afrika leven zowel gevlekte als ongevlekte dieren. De vlekken verschillen van kleine sproeten tot grote rozetten, van vaag tot zeer duidelijk en van geconcentreerd op enkele plaatsen tot over het gehele lichaam verspreid.

## Verspreiding en leefgebied
De Afrikaanse goudkat komt voor in de tropische regenwouden van Centraal-Afrika (voornamelijk het Kongogebied) en in West-Afrika, waarbij er een gat in het verspreidingsgebied zit in Nigeria, die de Centraal-Afrikaanse en West-Afrikaanse populaties scheidt. In Kenia leeft een geïsoleerde populatie. Hij heeft een voorkeur voor bossen met een dichte ondergroei. De Afrikaanse goudkat komt voornamelijk voor in laaglandregenwoud, maar komt voor in bamboebossen tot 3600 meter hoogte, in mangrovebossen. Via rivierbossen dringen ze zelfs savannes binnen.

## Voedsel en gedrag
De Afrikaanse goudkat is een goede klimmer, die echter meestal op de grond jaagt. Hij kan grotere prooidieren aan dan Afrikaanse katten van dezelfde grootte, als de caracal en de serval. Duikers vormen een belangrijke prooi, evenals meerkatten, franjeapen, parelhoenders en klipdassen. Ook eet hij knaagdieren als ratten en vogels als frankolijnen.
Over het gedrag en de voortplanting is weinig bekend. In gevangenschap duurt de draagtijd zo'n 78 dagen, waarna 200 gram zware jongen worden geboren. De mannetjes zijn na 20 maanden geslachtsrijp, de vrouwtjes na 11 maanden.

## Bedreiging
Door ontbossing en de jacht op prooidieren als de duikers neemt het aantal Afrikaanse goudkatten af. Op de soort zelf wordt weinig gejaagd, alhoewel de vacht door de Pygmeeën gebruikt wordt om kleding van te maken. In 12 landen is de jacht op de soort verboden.

## Verwante soorten
In Azië leeft de gelijkende, maar waarschijnlijk onverwante Aziatische goudkat (Catopuma temmincki). De Afrikaanse goudkat is waarschijnlijk meer verwant met de eveneens in Afrika voorkomende caracal (Profelis caracal).